# Club Atlético River Plate 1916
Questa voce raccoglie le informazioni riguardanti il Club Atlético River Plate nelle competizioni ufficiali della stagione 1916.

## Stagione
La Copa Campeonato vide il River giungere al terzo posto, dietro al campione Racing e al secondo classificato Platense. Le due sconfitte in 21 gare (contro Atlanta e lo stesso Platense) furono un risultato positivo; il gran numero di pareggi (9) impedì alla squadra di mirare alla vittoria finale. Il club registrò la miglior difesa del campionato a pari merito con il Racing, con 10 reti subite.

## Maglie e sponsor
| Casa |

## Rosa
| N. |                      | Ruolo | Calciatore            |
| -- | -------------------- | ----- | --------------------- |
|    | Argentina (bandiera) | P     | J. Alessi             |
|    | Argentina (bandiera) | P     | Carlos Ísola          |
|    | Argentina (bandiera) | P     | Juan Sparnocchia      |
|    | Argentina (bandiera) | D     | N. Beltrán            |
|    | Argentina (bandiera) | D     | Pedro Calneggia       |
|    | Argentina (bandiera) | D     | Arturo Chiappe        |
|    | Argentina (bandiera) | C     | Cándido García        |
|    | Argentina (bandiera) | C     | M. Ortelli            |
|    | Argentina (bandiera) | C     | Atilio Peruzzi        |
|    | Argentina (bandiera) | C     | Heriberto Simmons     |
|    | Argentina (bandiera) | C     | Antonio Sparnocchia   |
|    | Argentina (bandiera) | C     | Roberto Taramasso     |
|    | Argentina (bandiera) | A     | Antonio Ameal Pereyra |
|    | Argentina (bandiera) | A     | A. Antieri            |
|    | Argentina (bandiera) | A     | A. C. Ballesteros     |

| N. |                      | Ruolo | Calciatore           |
| -- | -------------------- | ----- | -------------------- |
|    | Argentina (bandiera) | A     | Pablo Cipresi        |
|    | Argentina (bandiera) | A     | J. Cousarey          |
|    | Argentina (bandiera) | A     | A. Dolhagay          |
|    | Argentina (bandiera) | A     | Roberto Fraga Patrao |
|    | Argentina (bandiera) | A     | Enrique Gainzarain   |
|    | Argentina (bandiera) | A     | Santiago Mantero     |
|    | Argentina (bandiera) | A     | Antonio Martínez     |
|    | Argentina (bandiera) | A     | Alfredo Martín       |
|    | Argentina (bandiera) | A     | Emilio Medone        |
|    | Argentina (bandiera) | A     | Dante Pertini        |
|    | Argentina (bandiera) | A     | Armando Risso        |
|    | Argentina (bandiera) | A     | Héctor Rivas         |
|    | Argentina (bandiera) | A     | E. Rolandi           |
|    | Argentina (bandiera) | A     | Nicolás Rofrano      |
|    | Argentina (bandiera) | A     | Francisco Taggino    |

## Statistiche

### Statistiche di squadra
| Competizione    | Punti | Totale | Totale | Totale | Totale | Totale | Totale | DR  |
| Competizione    | Punti | G      | V      | N      | P      | Gf     | Gs     | DR  |
| --------------- | ----- | ------ | ------ | ------ | ------ | ------ | ------ | --- |
| Copa Campeonato | 29    | 21     | 10     | 9      | 2      | 27     | 10     | +17 |
| Totale          | -     |        |        |        |        |        |        | -   |